# Francisco Coronel
Francisco Coronel Romero (* 7. August 1942) ist ein ehemaliger mexikanischer Radrennfahrer.

## Sportliche Laufbahn
Coronel war im Straßenradsport aktiv. Er war Teilnehmer der Olympischen Sommerspiele 1964 in Tokio. Im olympischen Straßenrennen kam er auf den 104. Platz.